# Бездржавно друштво
Бездржавно друштво је друштво којим не управља држава, или друштво које не поседује управу/владу. У бездржавним друштвима, постоји веома мала концентрација власти; већина органа власти који постоје имају веома ограничену моћ и не задржавају трајно те позиције, а друштвена тела која решавају спорове на основу предодређених правила су углавном мала. Бездржавна друштва су веома варијабилна у економској организацији и културној пракси. Док су бездржавна друштва била правило у људској праисторији, данас постоји само неколико бездржавних друштва, а скоро читава популација спада у надлежност суверених држава. У одређеним регионима државна управа/органи поседују јако малу или уопште не поседују моћ. Кроз историју већина бездржавних народа била је интегрисана у друштва држава у њиховој околини. Неке политичке филозофије, нарочито анархизам, сматрају државу недобродошлом институцијом а бездржавно друштво као идеал.

## Праисторијски народи
У археологији, културној антропологији и историји, бездржавно друштво означава мање сложену људску заједницу без државе, као што су племе, клан, или група на челу са поглавицом. Главни критеријум комплексности јесте степен до којег се дошло поделом рада тако да су много људи били стално специјализовани за одређене облике производње или друге активности, и зависили од других за робу или услуге кроз реципрочну трговину која је заснована на обичајима и законима. Још један критеријум јесте величина популације, што је популација већа односи су све сложенији. Докази о првим познатим градовима-државама пронађени су у древној Месопотамији око 3700 године пре нове ере, што указује на то да је историја државе стара нешто мање од 6000 година, односно, да у већем делу људске праисторије држава није постојала.
У 99.8 процената људске историје људи су живели искључиво у аутономним групама и селима. На почетку палеолита односно каменог доба број оваквих политичких заједница мора да је било мали, али од 1000. Године пре нове ере он се повећао на 600 000. За само 3 миленијум број политичких заједница са 600.000 спао је на 157. Уопштено говорећи, археолошки докази сугеришу да је држава произашла из бездржавних заједница само када је већи део полуплације (најмање 10 000 људи) био мање или више насељен на одређеној територији и бавио се пољопривредом. Једна од основних функција државе јесте одбрана територије. Наравно, постоје и изузеци: на пример Лоренс Крадер( Lawrence Krader) описује случај татарске државе, као политички ауторитет који је настао између кланова номадских или полуномадских пастира. Карактеристично је да државни функционери (Краљевске династије, војници, књижевници, службеници, администратори, итд.) углавном нису самоодрживи већ су материјално подржани и финансирани од стране радно способног становништва. Ово подразумева довољан ниво продуктивности по глави становника што у најмању рку омогућава стални вишак производа (пре свега прехрамбених производа) који се издваја за одржавање активности државних функционера. Такви стални вишкови нису произведени у значајним размерама у мањим племенским или кланским друштвима. Археолог Грегори Луј Посел (Gregory Louis Possehl) је тврдио да не постоје докази да је релативно софистицирана, урбанизована харапанска цивилизација која је процветала у периоду од 2500 до 1900. године пре нове ере у региону Инда поседовала нешто као централизовани државни апарат. Још увек нису пронађени докази на локалном нивоу о платама, храмовима, краљевским гробницама, централизованој административној евиденцији или државној религији – што све иначе указује на постојање државног апарата. На сличан начин у најранијим људским насељима из каменог доба, као што су Çatal Höyük и Jericho, нису пронађени било какви докази о постојању државне власти. Пољопривредна заједница, односно насеље Çatal Höyük (од 7.300 година пре нове ере до око 6.200. године пре нове ере) обухватало је око 13 хектара и вероватно је имало између 5.000 до 10.000 становника. Модерна државна друштва су истискивала староседеоце односно бездржавно становништво док су се њихова насеља ширила. Ова друштва могу се сматрати праисторијским остацима бездржавних друштава.

## Политички идеал
Неке политичке филозофије сматрају да је држава непожељна и да је формирање бездржавног друштва циљ који треба остварити. Главно начело анархизма је заговарање бездржавног друштва. Тип друштва за којим се трага варира између анархистичких школа мишљења, од екстремног индивидуализма до потпуног колективизма. У марксизму, Марксова теорија државе сматра да би у посткапиталистичком друштву држава била непожељна институција, и да би почела да одумире. Сродан концепт јесте комунизам без државе или бездржавни комунизам, изрази који се користи за описивање Марксовог пост-капиталистичког друштва.

## Друштвена и Економска организација
Антрополози су установили да друштвена стратификација није стандард међу свим друштвима. Џон Гауди (John Gowdy) пише: "Претпоставке о људском понашању за које чланови тржишних друштава вјерују да су универзалне, јесте да су људи природно конкурентни и привлачни, те да је друштвено раслојавање природно. Не примјењују се на многе ловачке-сакупљачке народе." Економија пољопривредних бездржавних друштава има тенденцију да се фокусира на организацији егзистенцијалне пољопривреде и да диверсификује своју производњу, без специјализације за одређену врсту усева. У многим бездржавним друштвима, конфликт између породица или појединаца решавао се унутар заједнице. Свака од страна у спору ће изразити своју забринутост, а заједница, често изражавајући своју вољу преко сеоских старешина, ће донети одлуку. Чак и када не постоји закон или неки облик принуде, људи имају тенденцију да се придржавају одлуке, због жеље да их заједница поштује.